# کرسالن هابنر

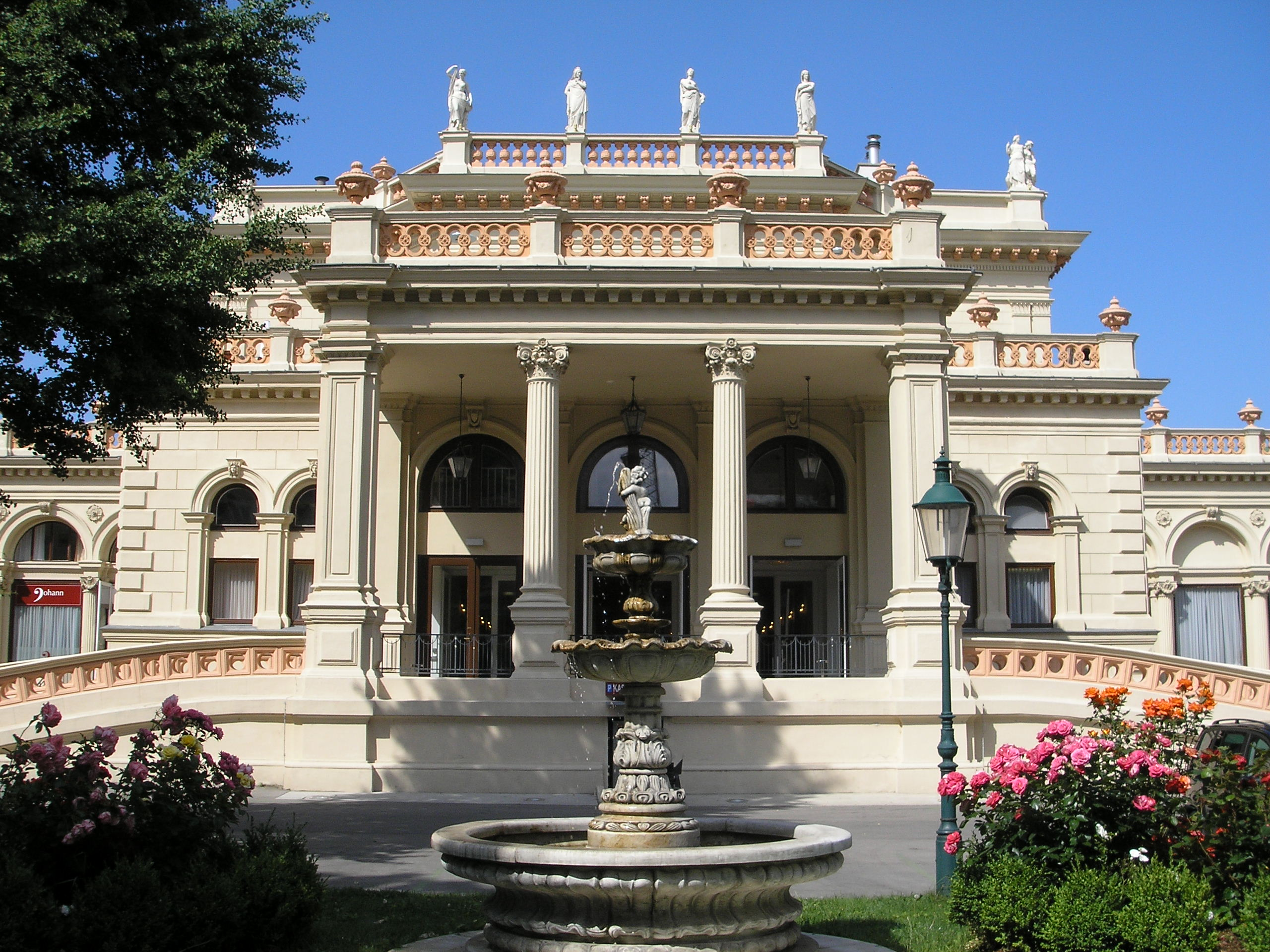
کرسالن هابنر

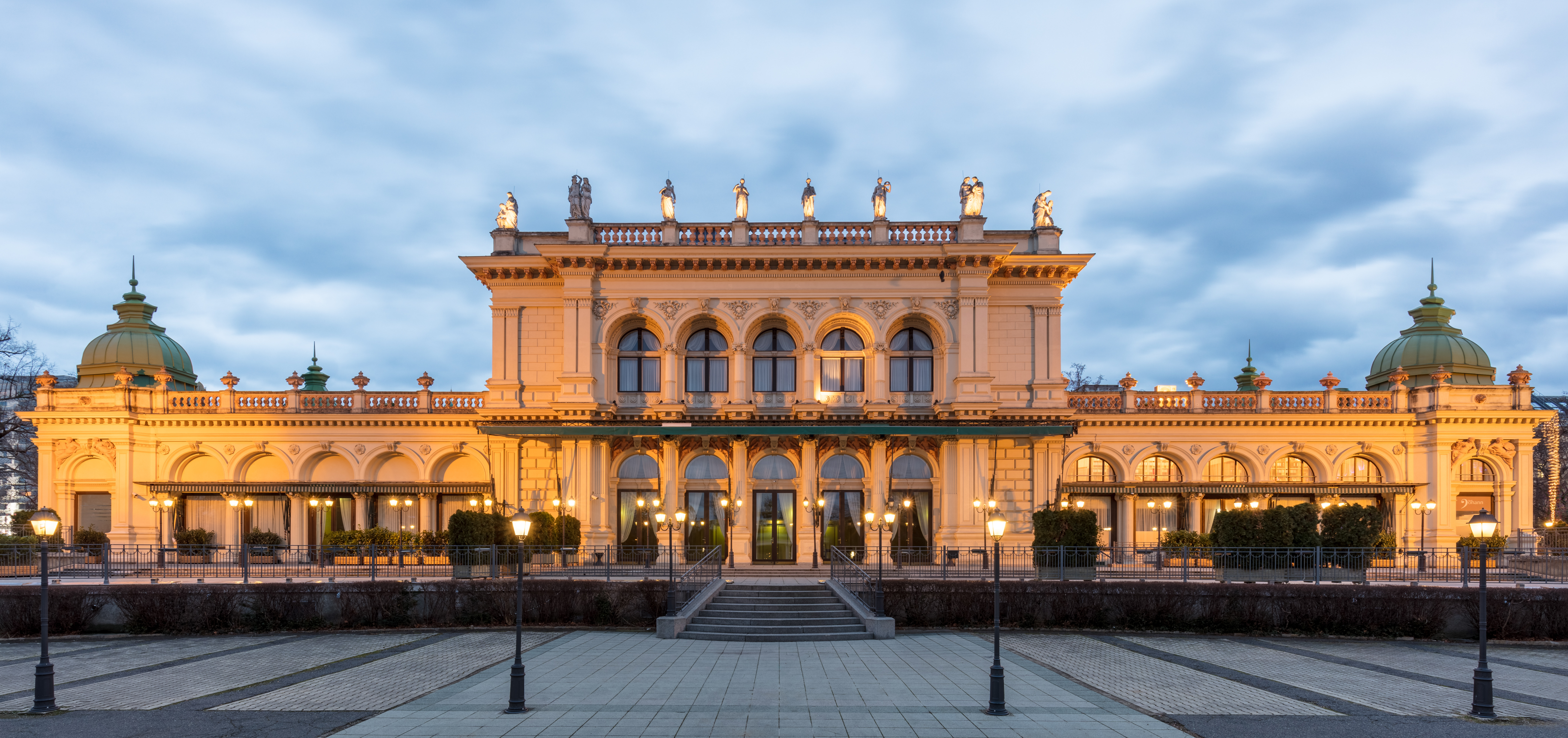
نمای کرسالن هابنر از سمت پارک

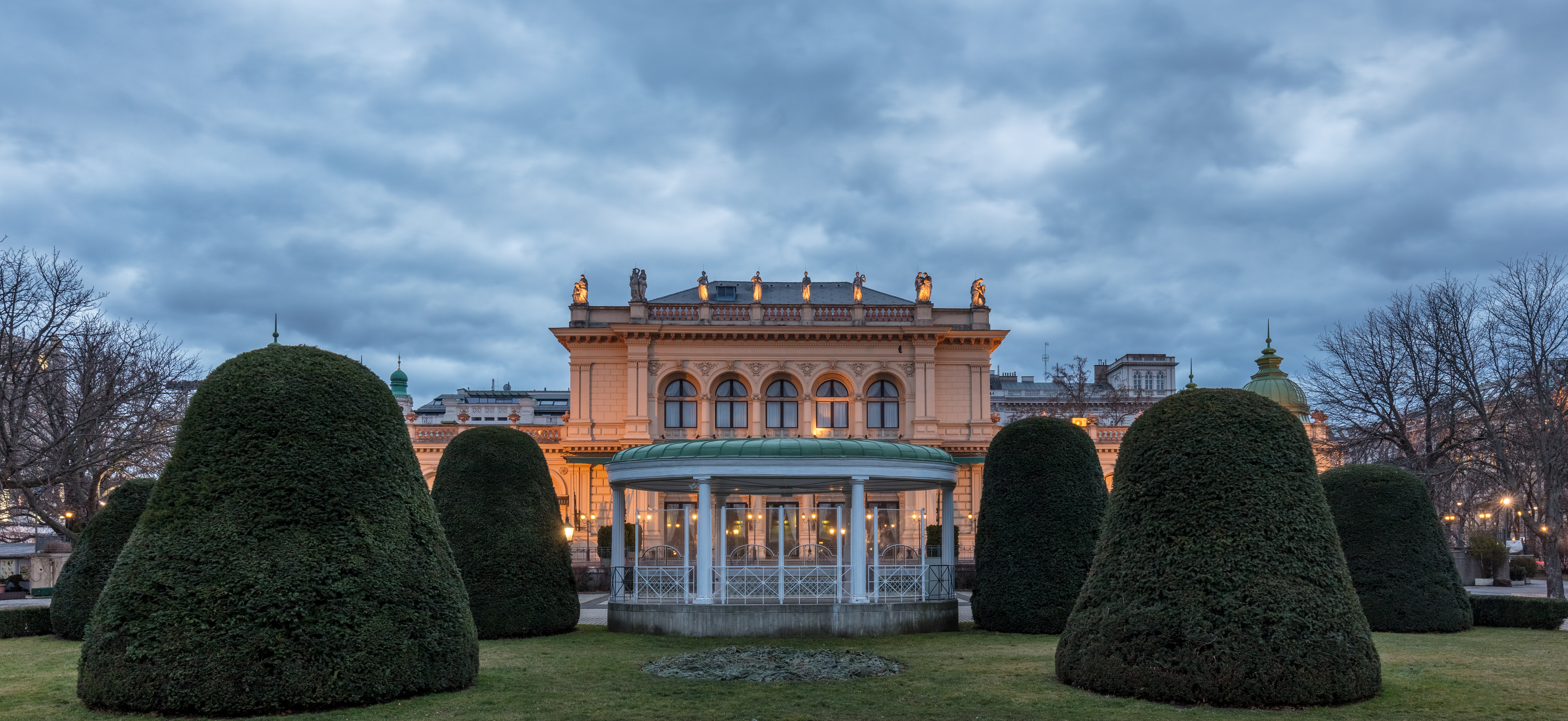
نمای سالن در شب

کرسالن هابنر (Kursalon Hübner) یک سالن موسیقی در وین است که توسط یوهان گاربن به سبک رنسانس ایتالیا طراحی و بین سالهای ۱۸۶۵ تا ۱۸۶۷ ساخته شده‌است.

## تاریخچه
در سال ۱۸۵۷، امپراتور فرانتس یوزف اول دستور تخریب همه استحکامات را صادر کرد. در عوض، وی دستور داد رینگ‌اشتراسه را به عنوان گسترش شهر احداث کنند. در سال ۱۸۶۲ پارک شهر افتتاح شد و مساحت آن ۶۵۰۰۰ بود متر مربع بود، که در زمین‌های مجاور واقع شده و توسط نقاش منظره جوزف سلنی طراحی شده بود. کرسالن محلی بود که برای بازدیدکنندگان از آب معدنی برای نوشیدن استفاده می‌کرد. هرگونه سرگرمی و رویداد اجتماعی مجاز نبود. اما با اتمام، ساختمان شاهد تغییراتی بود. در سال ۱۸۶۸ اولین کنسرت یوهان اشتراوس در کرسالن برگزار شد. از آن زمان، این سالن به مکانی برای کنسرت و جلسات تبدیل شد. در سال ۱۹۰۸ کرسالن توسط هانس هابنر اجاره شد؛ بنابراین، نام دوم آن مکانی است که از صاحب آن به ارث رسیده‌است. در اواخر دهه ۱۹۹۰ مقامات شهر تصمیم گرفتند محل برگزاری را به خانواده هابنر بفروشد.

## شرح
اکنون کرسالن شامل چهار سالن مجلسی در دو طبقه، یک تراس بزرگ ۱۰۰۰ متر مربعی و یک رستوران است. سالانه تقریباً ۵۰۰ کنسرت در کرسالن اجرا می‌شود و بیش از ۲۰۰٬۰۰۰ بازدید کننده دارد. ارکستر آلت وین به‌طور مداوم در کرسالن حال اجرای برنامه است. آثاری از اشتراوس، موتزارت، بتهوون، شوبرت در کارنامه آن وجود دارد. جدا از کنسرت، کرسالن به عنوان محلی برای کنفرانس‌ها، باله‌ها، عروسی‌ها استفاده می‌شود، همچنین به‌عنوان یکی از اصلی‌ترین جاذبه‌های گردشگری در وین عمل می‌کند.